# 아나톨 리트박

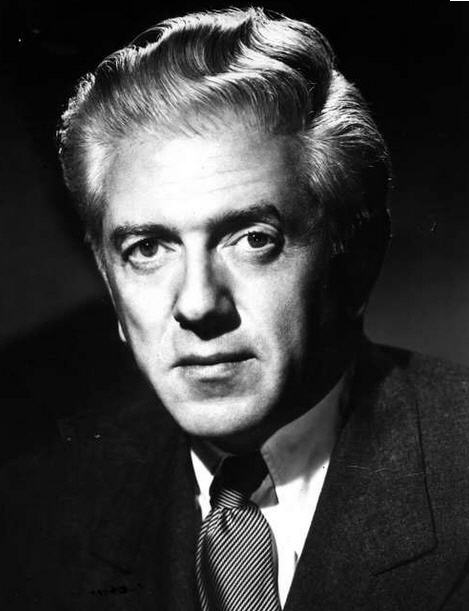

아나톨 리트박(Анатолий Михайлович Литвак, 1902년 5월 21일 ~ 1974년 12월 15일)은 우크라이나 태생의 미국의 영화 제작자이다. 여러 국가 및 언어의 영화의 각본, 감독, 제작을 맡았다.

## 참여 작품
- 올 디스 엔드 헤븐 투
- 살인 전화
- 스네이크 핏
- 반역 (1951년 영화)
- 애정은 깊은 바다와 같이
- 아나스타시아 (1956년 영화)
- 여로 (1959년 영화)
- 이수 (1961년 영화)
- 바르샤바의 밤